# 三木正浩
三木 正浩（みき まさひろ、1955年7月26日 - ）は、日本の実業家、投資家、馬主。
靴小売業会社ABCマートの創業者で、イーエムプランニング会社代表
を務める。国内有数の資産家としても知られる。

## 経歴
三重県伊勢市で生まれた。実家は不動産業や飲食業を営む。コリアヘラルドによれば本名はKang Jeong-hoである。『法令全書』（1988年）189ページには三木と同じ生年月日の姜正浩（三木正浩）の記録がある。北朝鮮系朝鮮学校卒業後、愛知県名古屋市の東邦学園短期大学卒業。1983年に日本に帰化する。
1985年、28歳の時に東京の早稲田で、靴と衣料品の輸入販売商社株式会社国際貿易商事を設立。翌年、買い付けのために訪れたロンドンで、ブーツブランド「HAWKINS（ホーキンス）」の日本代理店契約に成功し、国内総代理店となる。低価格を実現するために、調達ルートを自前で開拓し、韓国や中国などの工場を探し出し、中間業者に支払うマージン削減にも成功した。靴流通の近代化が遅れていた日本で低価格路線のホーキンスは大ヒットした。
1990年には小売業に進出し、初出店した上野アメ横店はスニーカーブームのなか、1店舗だけで年商25億円にもなった。翌年、カリフォルニア州のスケートボード靴メーカーVansの国内総代理店となり、1994年にVANSの国内商標使用契約の締結。1995年にはHAWKINS商標権を完全取得。当時200億円の売り上げ規模のなか40億円超の販促費を投入し、木村拓哉と大塚寧々を起用してHAWKINS AIR CUSHIONの広告宣伝を展開、認知度は急速に高まった。2000年3月期の売上げは267.6億円に達した。
2002年、卸業から小売りへ業態を転換、ABCマートは年50店舗近い積極出店でシェアを広げた。また東京証券取引所一部上場を果たす。2004年、西日本のフランチャイズ会社エス・ジー・シューズ・カンパニーを吸収合併。
2006年11月30日の大量保有報告書で、三木が代表のイーエム・プランニングがTBS株を5％保有した。さらに2007年3月、TBS株を9.91％保有しており、楽天に次ぐ第2位株主となったが、同年6月18日、保有するTBS株の大半の1249万株を、TBSに友好的な投資家に売却し、保有比率を3.35%まで低下させた。TBSフィナンシャルアドバイザーの野村証券も協力したこの取引で80億円程の利益を得た。
2007年8月31日、ABCマート会長を52歳で退任。

## 人物

### 資産
- 2013年 - 「日本の富豪」10位、純資産23億USドル。
- 2016年 - 「日本の富豪」8位、純資産35億USドル。同年、日本の総資産ランキングで1位の滝崎武光（総資産3062・2億円）、2位の前澤友作（総資産2493・6億円）に次いで3位となった（総資産2332・7億円）[4]。
- 2017年 - 「日本の富豪」10位、資産額36億5000万ドル（約4050億円）[15][16]。
- 2018年 - 「日本の富豪」11位、純資産38億USドル[17]

### テレビ局との関係
- 三木は日本テレビのワイドショー番組『スッキリ!!』のスポンサーである[18]。
- 2015年4月、司会に就任直後の上重聡について、上重がマンションを購入した際、三木から1億7000万円の融資を無利息で受けていたこと、自家用車通勤は日本テレビ社員就業規則で禁止されているが三木所有の高級車ベントレーで通勤していたことを『週刊文春』が報じた[18][19][20]。上重は同日にこの件について謝罪し、便宜供与は否定した[18]。上重は3日の同番組で謝罪した[20][21]。

### その他
- 過去にはアマチュアボクサーでもあった[17]。

## 馬主活動

三木の勝負服

日本中央競馬会（JRA）に登録する馬主としても知られる。勝負服の柄は黄、赤十字襷、袖赤一本輪、冠名には自身のアメリカでのニックネームから「ジャスティン」を牡馬に、「エリカ」を牝馬に用いる。
マルゼンスキーやテスコガビーが活躍していた時期から競馬を見ていたといい、2019年に当時横浜FCに所属していた伊野波雅彦から騎手の北村友一を紹介されたことをきっかけに馬主となった。
| 第84回皐月賞口取りにおける所有馬ジャスティンミラノ（左）と表彰式での三木（右） |  | 第84回皐月賞口取りにおける所有馬ジャスティンミラノ（左）と表彰式での三木（右） |
| 第84回皐月賞口取りにおける所有馬ジャスティンミラノ（左）と表彰式での三木（右） |  |                                                                                |

## 主な所有馬
太字はGI競走を示す

### GI競走優勝馬
- ジャスティンパレス（2022年神戸新聞杯、2023年阪神大賞典、天皇賞（春））[23]
- ジャスティンミラノ（2024年共同通信杯、皐月賞）

### 重賞競走優勝馬
- ジャスティンロック（2021年京都2歳ステークス）
- エリカヴィータ（2022年フローラステークス）
- アグリ（2023年阪急杯）[24]
- ジャスティンカフェ（2023年エプソムカップ）[25]
- エリカエクスプレス（2025年フェアリーステークス）